# Faith Hill
Faith Hill, född Audrey Faith Perry den 21 september 1967 i Ridgeland utanför Jackson, Mississippi, är en amerikansk countrysångerska.

## Biografi
Hill föddes 1967 i Ridgeland, Mississippi, men adopterades bort och växte upp i Star, en annan ort i samma delstat. Hon tyckte om att sjunga redan som barn och sjöng regelbundet i kyrkor. När hon var 19 år gammal flyttade hon till Nashville med en karriär som countrysångerska som mål. 
Efter några år som sekreterare fick hon ett skivkontrakt och släppte sin debutskiva, Take Me As I Am 1993. Singeln "Wild One" låg etta på Billboards country-topplista i fyra veckor. Skivan sålde över tre miljoner exemplar och följdes av It Matters To Me som också blev en framgång. 
År 1996 turnerade Hill med countrysångaren Tim McGraw. De blev snabbt ett par och gifte sig den 6 oktober 1996. I samband med giftermålet och familjebildandet tog hon några års uppehåll från musiken.
1998 släppte hon skivan Faith och slog igenom hos den stora publiken, även utanför countrykretsar, med låten "This Kiss". Skivan följdes året därpå av Breathe. 2001 hade hon en stor hit med låten "There You'll Be", skriven av Diane Warren, ledmotivet till filmen Pearl Harbor. Hennes nästa skiva, Cry (2002), var mer renodlad pop än de tidigare, medan albumet Fireflies (2005) i viss mån utgjorde en återgång till hennes countryursprung. 2006 genomförde hon en framgångsrik turné tillsammans med sin man.
Hill är även skådespelare. Hon har bland annat spelat en gästroll i TV-serien Touched by an Angel (1995). År 2004 filmdebuterade hon i The Stepford Wives. Hennes senaste och största roll är i västerndramaserien 1883 som kom 2021. En prequel till TV-serien Yellowstone. Faith spelar mamman, Margeret Dutton, som tillsammans med sin familj reser västerut genom USA för att nå fram till Montana. Hon har även haft roller i Promised land, Dixieland och Yellowstone.
Hill rankades som 39:e bästa artist under 2000-talets första decennium av tidskriften Billboard.

## Diskografi

### Studioalbum
- 1993 - Take Me As I Am
- 1995 - It Matters to Me
- 1998 - Faith
- 1999 - Breathe
- 2002 - Cry
- 2005 - Fireflies
- 2008 - Joy to the World
- 2017 - The Rest of Our Life  (med Tim McGraw)

### Samlingsalbum
- 1996 - Piece of My Heart
- 2001 - There You'll Be: The Best of Faith Hill
- 2007 - The Hits
- 2016 - Deep Tracks